# Küchenbrigade
Die Küchenbrigade (französisch brigade de cuisine) bezeichnet die Gruppe der Mitarbeiter, die in einer großen Küche in der Gastronomie tätig sind. Der Begriff stammt aus dem Französischen und wurde geprägt, um die hierarchische Struktur und die Organisation in einer professionellen Küche zu beschreiben. Die Küchenbrigade ist verantwortlich für die reibungslose Zubereitung und Präsentation von Speisen in einem gastronomischen Betrieb.
Die Küchenbrigade ist in verschiedene Positionen und Hierarchieebenen unterteilt, wobei jede Position spezifische Aufgaben und Verantwortlichkeiten hat. Die bekanntesten Positionen in der Küchenbrigade sind der "Chef de Cuisine" (Küchenchef) als Leiter der gesamten Küche, der "Souschef" als stellvertretender Küchenchef und die "Chef de Partie" (Station-Chefs), die für verschiedene Arbeitsbereiche wie Fleisch, Fisch oder Desserts verantwortlich sind.

## Herkunft des Wortes
Der Begriff "Küchenbrigade" hat seinen Ursprung im 19. Jahrhundert und wurde maßgeblich von Auguste Escoffier, einem angesehenen französischen Koch und kulinarischen Pionier, geprägt. Escoffier war ein Verfechter der Organisation und Effizienz in der Küche und führte die hierarchische Struktur der Küchenbrigade ein, die bis heute in vielen Küchen weltweit verwendet wird.

## Erweiterung in Hotellerie und Hauswirtschaft
Die Idee der Küchenbrigade wurde nicht nur in der Gastronomie, sondern auch in der Hotellerie und der Hauswirtschaft übernommen. In großen Hotels, Resorts und Kreuzfahrtschiffen gibt es ebenfalls eine strukturierte Küchenbrigade, um die anspruchsvolle Versorgung der Gäste zu gewährleisten.
In der Hauswirtschaft, insbesondere in großen Haushalten oder Institutionen, kann ebenfalls eine ähnliche Struktur wie die Küchenbrigade angewendet werden, um die effiziente Organisation und Verteilung der Aufgaben sicherzustellen.
Die Küchenbrigade spielt eine entscheidende Rolle bei der Vorbereitung und Präsentation von Speisen in der Gastronomie, Hotellerie und Hauswirtschaft. Durch die klare Hierarchie und Aufgabenverteilung ermöglicht die Küchenbrigade einen reibungslosen Arbeitsablauf und trägt zur Bereicherung gastronomischer Erlebnisse bei Gästen und Kunden bei.

## Hierarchie
- Chef (de Cuisine) – der Küchenchef, häufig auch Maître de Cuisine genannt, wobei dieser Titel einen Meistertitel voraussetzt
- Souschef – Stellvertreter
- Chef de Partie – Leiter eines Postens (Küchenbereiches) (Altgeselle)
- Demi Chef de Partie – Stellvertreter und Schichtleiter eines Postens (Geselle mit Berufserfahrung)
- Commis de Cuisine – Jungkoch

Je nach Küchengröße werden weitere Ränge eingeführt, zum Beispiel:
- (Directeur de cuisine) Küchendirektor (in großen Hotelbetrieben mit mehreren Küchen)
- Executive Souschef – Erster Stellvertreter bei mehreren Souschefs
- Junior Souschef (Nachwuchs-Souschef)

Daneben werden in der Küche weitere Mitarbeiter beschäftigt:
- Aide de cuisine oder Coup de main (Küchenhilfe, Beikoch)
- Apprenti (Lehrling)
- Plongeur / Casserolier (Abwasch von Koch- und Serviergeschirr) (teilweise auch der Hauswirtschaft zugerechnet)
- Stagiaires (Praktikanten)

## Aufgabenverteilung
Einzelne Bereiche werden von Spezialköchen übernommen, die meist eine französische Berufsbezeichnung tragen.
- Kalte Küche
  - Gardemanger (Koch der kalten Küche)
  - Hors d’œuvrier (Vorspeisenkoch)
  - Kaltmamsell
- Warme Küche
  - Grillardin/Grilleur (Grillkoch)
  - Légumier (Gemüsekoch)
  - Poissonnier (Fischkoch)
  - Potager (Suppenkoch)
  - Rôtisseur (Bratenkoch)
  - Saucier (Saucenkoch)
  - Entremetier (Beilagenkoch)
- Sonderposten
  - Annonceur – Nachbereitung, Garnitur, Koordination der Bestellungen und der Ausgabe an den Service
  - Boulanger (Küchenbäcker)
  - Boucher (Küchenmetzger, teilweise gelernte Metzger)
  - Brocheur (Spießbratenkoch)
  - Chef de nuit (Nachtkoch)
  - Cocottier (Koch) (Eierkoch)
  - Communard od. Cuisinier du Personnel (Personalkoch)
  - Confiseur (Süßspeisenkoch)
  - Fournier (Ofenkoch)
  - Friturier (Frittierkoch)
  - Glacier (Eisherstellung)
  - Pâtissier (Küchenkonditor)
  - Régimier – Koch für die Zubereitung von Diätgerichten
  - Tourier (Koch) (Teigkoch)
  - Tournant (Wechselkoch, Springer)
  - Trancheur (Gemüseschnitzer/-schneider)

## Trivia
Die Küchenbrigade wird wegen der traditionellen Farbe der Kleidung auch weiße Brigade genannt und steht damit im Gegensatz zum Servicebereich, der schwarzen Brigade.